# Тихоокеанская северо-западная кухня
Тихоокеанская северо-западная кухня — североамериканская кухня штатов Орегон, Вашингтон и Аляска, а также Британской Колумбии и южного Юкона, отражающая этнический состав региона, но с заметным влиянием азиатских и индейских традиций. Вследствие значительной миграции из других регионов США можно также проследить влияние южной кухни, принесенной афроамериканцами, а также мексиканско-американской кухни, принесенной латиноамериканскими мигрантами из Калифорнии.

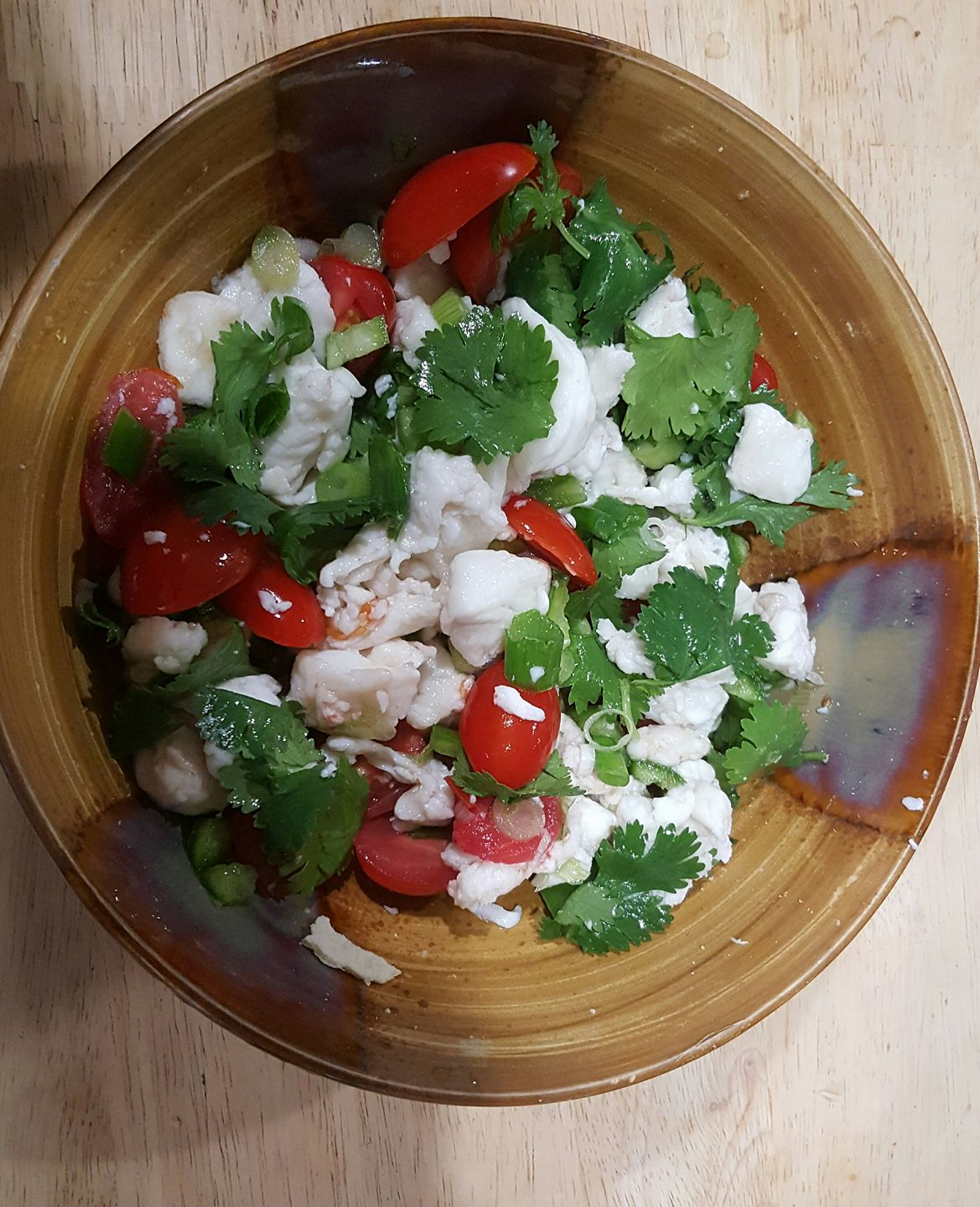
Аляскинский севиче, приготовленный из тихоокеанского палтуса, перца серрано, кинзы и помидоров

Рынок Пайк-плейс-маркет в Сиэтле примечателен этим кулинарным стилем, наряду с Портлендом и Ванкувером (Британская Колумбия). Бывший ресторанный критик американской газеты The New York Times Фрэнк Бруни писал о Сиэтле в июне 2011 года: «Мне трудно представить себе другой уголок или участок Соединенных Штатов, где локаворство в данный момент демонстрируется так витиевато (и часто мило-забавно), или где они приносят более богатые дивиденды, по крайней мере, если вы любитель рыбы».

### Продукты и блюда
Большое влияние на современную тихоокеанскую северо-западную кухню оказал Джеймс Бирд. Уроженец штата Орегон, шеф-повар, автор кулинарной книги и приметная личность в СМИ, Бирд отстаивал простые методы приготовления пищи, подчёркивающие свежие ароматы. Его философия задала тон пищевой идеологии этого региона — местным ингредиентам, устойчивым источникам и органическому управлению.
Местными ингредиентами считаются лосось, моллюски и другие свежие морепродукты, мясо дичи, например, мясо лосей, вапити или карибу, дикие грибы, ягоды, мелкие фрукты, картофель, кудрявая капуста и дикие растения, такие как молодые побеги папоротника и даже молодой борщевик. Копчение рыбы или приготовление морепродуктов на гриле на кедровых досках — это методы, часто используемые в данной кухне. С 1980-х годов северо-западная кухня стала уделять особое внимание использованию местного крафтового пива и вина.
Обычно акцент делается на свежих, просто приготовленных ингредиентах, но в отличие от других стилей кухни, существуют различные рецепты для каждого блюда, и ни один из них не считается более или менее правильным, чем другие. Это заставило некоторых авторов, пишущих о еде, задаться вопросом, действительно ли это «кухня» в традиционном смысле этого слова.
Многие продуктовые киоски и фудтраки на северо-западе специализируются на кухне фьюжн и включают в меню, к примеру, буррито Пулькоги, жаренные во фритюре суши-роллы, корейские тако и хот-доги в японском стиле.